# Химелин
Химелин (Himelin, Hymelin, Himelinus; ум. 750, Виссенакен) — священник. День памяти — 10 марта.
Святой Химелин был шотландским священником, который, возвращаясь из паломничества в Рим, заболел, проходя через Виссенакен, нынешний муниципалитет Тинен, Бельгия.
По преданию, он был братом св. Румольда из Мехелена.
Предание гласит, что в Виссенакене святой попросил у девушки немного воды. Она отказала, поскольку в городе свирепствовала бубонная чума. Однако после настоятельных просьб она дала святому кувшин воды, которая чудесным образом обратилась в вино. Святой Химелин умер тремя днями позже от чумы. В святцах его поминают 10 марта. Его почитание сосредоточено в Виссенакене (Тинене).

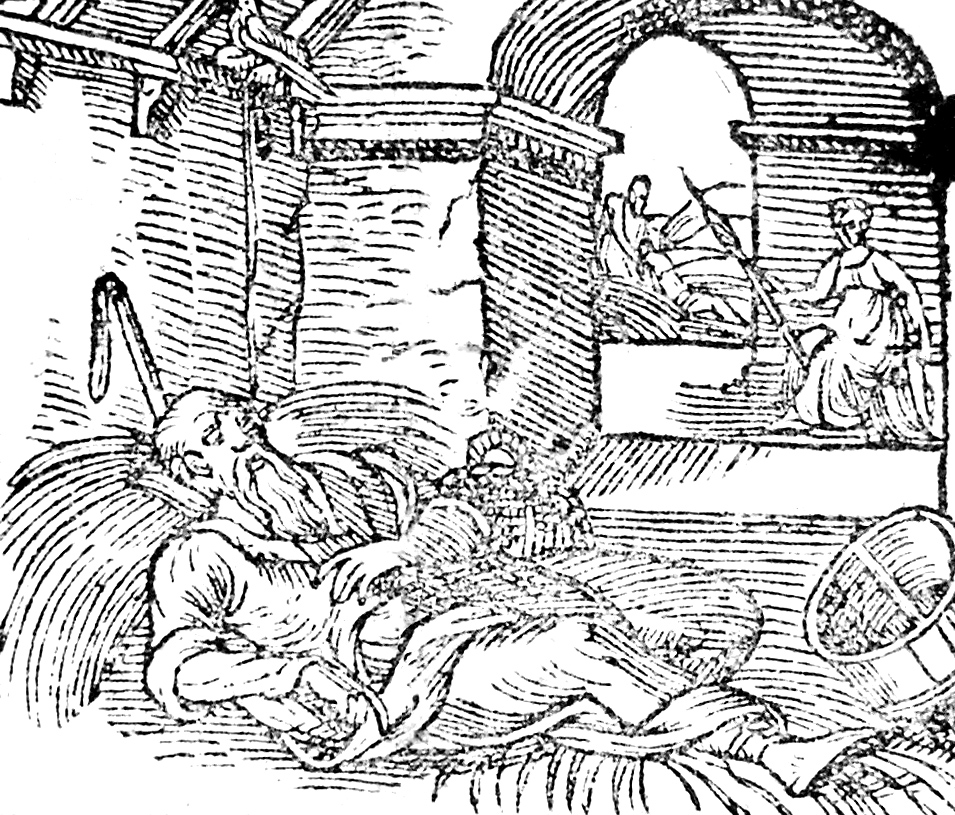
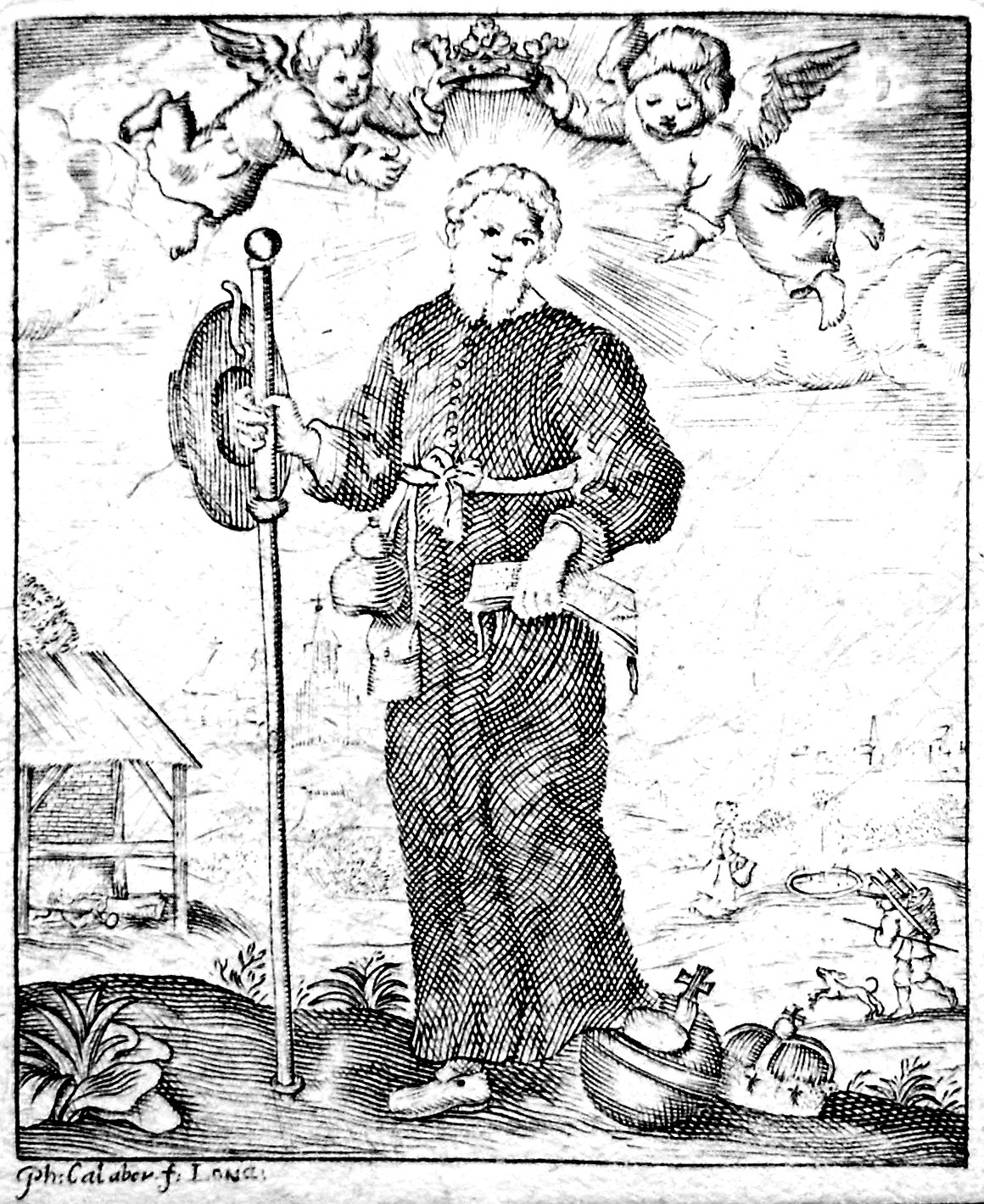
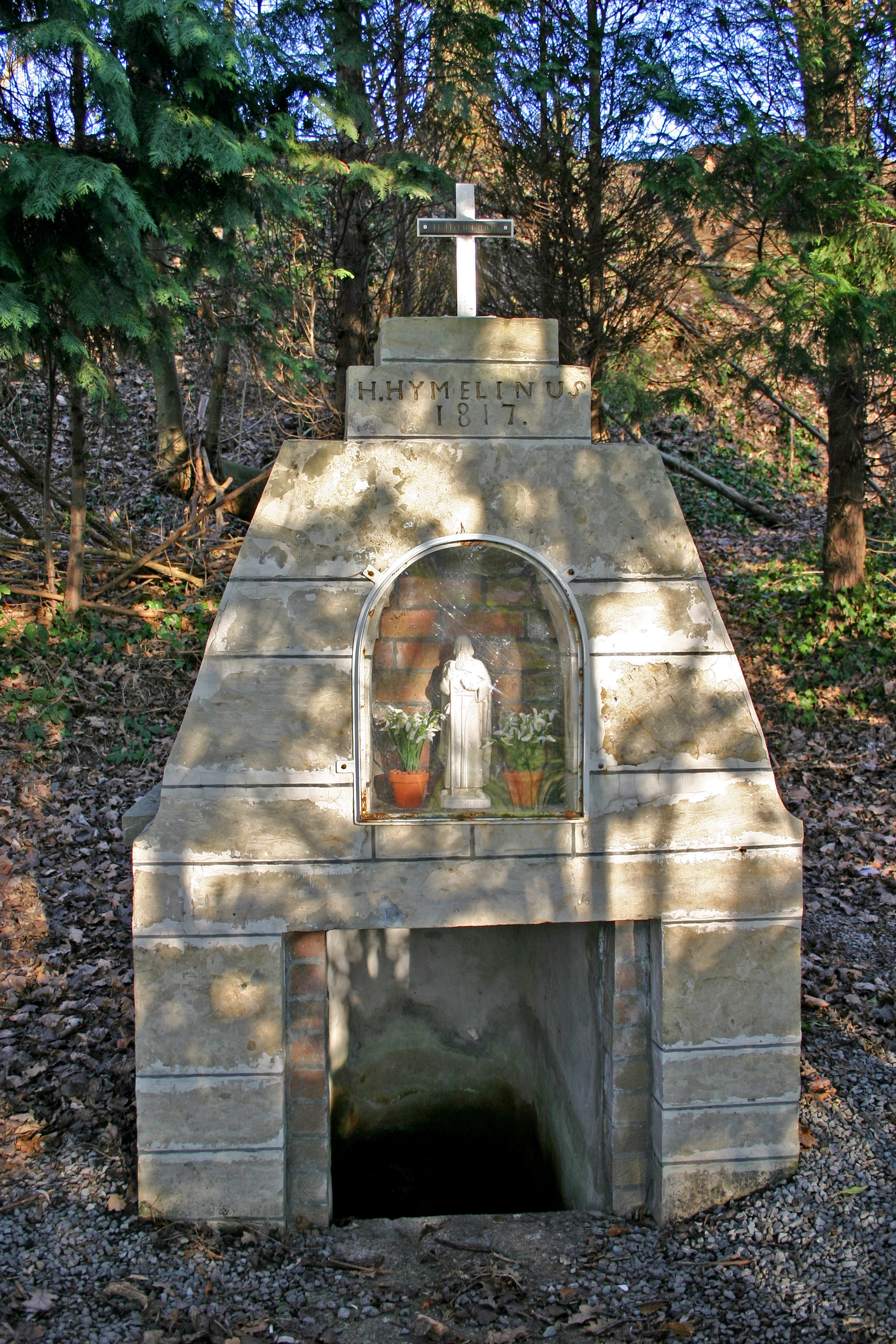